# Kongeriget Polen (1025–1385)
Kongeriget Polen (polsk: Królestwo Polskie  ; Latin : Regnum Poloniae) var et monarki i Centraleuropa i middelalderen fra 1025 til 1385.

## Baggrund
Polanere var en vestslavisk stamme,  der boede i det, der i dag er den historiske region  Storpolen, gav anledning til en stat i begyndelsen af det 10. århundrede, som var  den spæde forgænger for Kongeriget Polen. Efter kristningen af Polen i 966, og fremkomsten af hertugdømmet Polen under Mieszko 1.s styre, arvede hans ældste søn Bolesław 1. den Modige sin fars hertugdømme og blev efterfølgende kronet som konge.

## Historie
I 1025 blev Bolesław 1. af Piast-dynastiet, kronet som den første konge af Polen ved katedralen i Gniezno og hævede Polens status fra et hertugdømme til et kongerige efter at have modtaget tilladelse til sin kroning fra pave Johannes XIX. Efter Bolesławs død arvede hans søn Mieszko 2. Lambert kronen og et stort territorium efter sin far, som omfattede Storpolen (med Mazovien), Lillepolen, Schlesien, Pommern, Lausitz, Mähren, Røde Ruthenien og Øvre Ungarn. Men i 1031 blev han tvunget til at give afkald på titlen og flygte ud af landet, efter udbrud af en række bondeopstande, i det, der blev kendt som den hedenske reaktion, og Jaroslav 1. af Kijev, storprinsen af Kiev, invaderede landet fra øst, mens Mieszko 2. var i Lusitz og kæmpede mod den hellige romerske kejser, Konrad 2. Jaroslav 1. indsatte sin allierede, halvbror til Mieszko 2. hertug  Bezprym, som hersker over Polen, men som følge af omvæltningerne led riget territoriale tab og blev reelt reduceret til et hertugdømme.
Kasimir 1. formåede at genforene dele af kongeriget efter krisen og flyttede hovedstaden til Kraków. Men han undlod at genindføre monarkiet på grund af modstand fra den tysk-romerske kejser. I 1076 genvandt Bolesław 2. den Frimodige, med støtte fra pave Gregor 7. den kongelige krone, men blev senere ekskommunikeret og forvist fra kongeriget i 1079 for at have myrdet sin modstander, biskop Stanislaus af Szczepanów. I 1079 overtog Władysław I Herman, der aldrig forfulgte kongedømmet, tøjlerne efter Bolesław II's fordrivelse. Władysław 1. var uinteresseret i at blive konge, og landet blev reelt ledet af wojewoda Sieciech.

### Feudal fragmentering
I 1102 blev Bolesław 3. Wrymouth hersker over Polen. I modsætning til Władysław I viste Bolesław 3 sig at være en dygtig leder, der genoprettede Polens fulde territoriale integritet, men i sidste ende ikke var i stand til at opnå den kongelige krone på grund af fortsat modstand fra Det tysk-romerske rige. Ved hans død i 1138 blev landet delt mellem hans sønner (Bolesław 3. Wrymouths testamente (en)) i hertugdømmerne Storpolen, Lillepolen, Masovien, Schlesien, Sandomierz og en pommersk vasal. Som et resultat gik Polen ind i en periode med feudal fragmentering, der varede i over 200 år.
I løbet af første halvdel af det 13. århundrede forsøgte de Schlesiske piaster at genoprette kongeriget. Henrik den Skæggede påtog sig bestræbelser på at genforene de fragmenterede hertugdømmer gennem en kombination af politiske manøvrerer og erobring. Han påtog sig også bestræbelser på at krone sin søn, Henrik 2. den Fromme, og forhandlede med andre polske hertuger og den hellige romerske kejser, Frederik 2. af Hohenstaufen, med henblik herpå. Henrik 2. fortsatte sin fars indsats, men den første mongolske invasion i 1241 og hans død i slaget ved Legnica afsluttede brat foreningen.

### Det genforenede kongerige
Det næste forsøg på at genoprette monarkiet og forene det polske kongerige var i 1296, da Przemysł 2. blev kronet som konge af Polen i Gniezno. Kroningen krævede ikke paveligt samtykke, da titlen som konge allerede blev indstiftet i 1025. Hans regeringstid var dog kortvarig, da han blev myrdet af lejemordere sendt af markgrevskabet i Brandenburg. Efter drabet på Przemysl 2. var den næste til at tage titlen som konge Wenceslas 2. af Bøhmen fra det tjekkiske Přemyslid-dynasti, som regerede indtil 1305.
Efter at stillingen var ledig  indtil 1320, blev Kongeriget Polen fuldstændig genoprettet under Vladislav 1. Lokietek af Polen, som blev kronet ved Wawel katedralen i Kraków, og så efterfølgende styrket af sin søn Kasimir 3. (den store), som ekspanderede til Røderutenien . Han måtte dog give afkald på sine krav til Schlesien for at sikre fred med Det Hellige Romerske Rige. Kasimir 3. er den eneste polske konge, der har modtaget titlen "Stor", og hans regeringstid var præget af væsentlige udviklinger i kongerigets byinfrastruktur, civile administration og militære styrke. Efter hans død den 5. november 1370 ophørte Piast-dynastiets styre.
Da Kasimir 3.  døde uden en arving, blev Ludvig 1. af Ungarn fra Huset Anjou konge i 1370. Perioden med hans overgangsstyre markerede også fremgang for adelen i det politiske liv i landet. Da Ludvig 1. døde i 1382, overtog hans datter Hedvig af Polen (Jadwiga) tronen som dronning af Polen. Hendes rådgivere forhandlede med Jogaila af Litauen, om et potentielt ægteskab med Jadwiga. Jogaila bønfaldt om at konvertere til kristendommen og underskrev Krevo-unionen i 1385. Aftalen varslede også en ændring i det polske riges juridiske status til en Kongeriget Polens krone, som var et politisk koncept, der antog ubrudt enhed, udelelighed og kontinuitet i staten. Ifølge dette koncept ophørte Kongeriget Polen med at være patrimonial ejendom tilhørende en monark eller dynasti, og blev et fælles gode for det polske riges politiske samfund. Efter foreningens indgåelse giftede dronning Jadwiga sig med storhertug Jogaila, der blev kronet som kong Vladislav 2. Jagello af Polen den 4. marts 1386, en begivenhed der markerede begyndelsen på Jagiellon-dynastiet.